# يوحنا بن متتيا
يوحنا (بالعبرية : יוחנן הגדי) هو أكبر أبناء متتيا الكاهن، وشقيق يهوذا المكابي ويوناثان المكابي وسمعان المكابي وألعازار أفاران. كان أحد قادة ثورة المكابيين في القرن الثاني قبل الميلاد.
حسب سفر المكابيين الأول، فإنه أُسِر على يد بني يرى في ميديا واغتاله أولاد جمري حوالي 160 	ق.م.